# ألفريد بيس
ألفريد همفريس بيس (بالإنجليزية: Alfred Humphreys Pease)‏‏ (6 مايو، 1838 كليفلاند، أوهايو - 12 يوليو، 1882 سانت لويس، ميزوري)، درس في كلية كينيون ثم أكمل دراسته الموسيقية في ألمانيا على يد أساتذة الموسيقى تيودور كولاك، ريتشارد ورست، فيلهيلم فيبرخت، وهانز فون بولوف.
كان بيس موسيقياً وعازف بيانو ذائع الصيت في القرن التاسع عشر. من أوائل أعماله أغنية «بريك، بريك، بريك» عام 1864 وكانت واحدة من أكثر الألحان شعبية في تلك الفترة، والتي تم تقديمها في الولايات المتحدة وأوروبا من خلال كبار الموسيقيين.
ولألفريد بيس أعمال أوركسترالية عديدة تم تقديمها من قبل أوركسترا تيودور توماس في نيويورك ومدن أخرى.

## وصلات خارجية
- ألفريد بيس على مشروع موتوبيا